# 灣仔歷史文物徑
灣仔歷史文物徑是位於香港灣仔區的兩條分別以建築主題及生活氣息為主題的文物徑所構成的文物徑，此文物徑由發展局於2008年初成立的灣仔活化舊區專責委員會所構思，並於2009年9月27日開幕，發展局局長林鄭月娥、市區重建局主席張震遠及活化灣仔舊區專責委員會召集人吳錦津主持開幕儀式。

## 背景
行政長官曾蔭權在2007年10月10日的施政報告中提出一系列有關文物保育和活化的措施，其中一項工作重點是活化灣仔舊區，於是發展局於2008年初組成活化灣仔舊區專責委員會，成員包括灣仔區議會議員、文物保育和活化的專業人士、歷史學者、發展局和市建局代表，探討區內的文化與歷史，研究活化灣仔舊區工作，並諮詢相關持份者。委員會成立後，於2008年3月委託顧問公司研究一些有歷史意義的地點及建築物連接成一條文物徑，顧問公司建議出24個景點，同年8月，委員會曾經提出以宗教之旅及建築文物特色徑為主題，10月時，委員會已經在部分的建議景點設置牌匾，介紹其歷史及建築特色，11月，顧問公司建議以建築主題及生活氣息串連為兩條主題文物徑，灣仔歷史文物徑最終於2009年9月27日開幕，各景點會陸續設置輕觸式屏幕及易拉架，讓遊人詳細了解灣仔歷史，又在文物探知館、旅發局及鄰近的書店及酒店等地，免費派發文物徑地圖。

## 建築主題文物徑
建築主題文物徑由10個主要景地串連，起點為茂蘿街綠屋，終點為星街區域。
1. 綠屋位於茂蘿街1號至11號單數門牌及巴路士街6至12號雙數門牌，合共10幢唐樓，現已被列為香港二級歷史建築。綠屋建於1920年代，室內地台使用木結構，露台的鑄鐵柱則具西方建築特色。過去綠屋曾被用作露宿者之家，香港小交響樂團亦曾租於此地。
2. 李東海大樓位於皇后大道東266號，現址為香港防癆心臟及胸病協會總部，李東海大樓原址為皇家海軍醫院，於1950年奠基，由商人J.H.律敦治捐贈。
3. 灣仔街市位於皇后大道東264號與灣仔道交界，建於1937年，現已列為香港三級歷史建築。街市以德國三十年代興起的包浩斯現代主義建築風格興建。
4. 藍屋是一座位於石水渠街72號至74A號雙數門牌的唐樓，現已被列為香港一級歷史建築。藍屋原址為華陀廟，廟內建有醫院，1920年代改建成現今的唐樓，戰前亦曾為鏡涵義學。
5. 黃屋是一座位於慶雲街2號至8號雙數門牌的唐樓，現已被列為香港二級歷史建築。黃屋樓高三層，由一位茶葉商人在二十年代後期斥資興建。
6. 皇后大道東186-190號現被列為香港二級歷史建築，建於1930年代，建築物以鋼筋混凝土作為框架，以廣州騎樓為特色，現時全幢已獲市建局安排奇華餅家進駐。
7. 莊士敦道60-66號為早期廣州騎樓式的唐樓，是現時少見的四幢相連陽臺長廊式樓宇，樓宇的若干部分估計早於1888年興建，莊士敦道64號由余氏宗親會於1966年購入，而莊士敦道66號則原為和昌大押，現時整座建築物現活化為餐飲場地。
8. 船街18號現列為香港二級歷史建築，樓宇由業主合源建築公司建於1930年代，原為木建築物，後因二次大戰時失修，由戶主家族重建，建築物簡單的柱飾、鑄製的欄河、唐樓的外牆壁柱、牆身花線、以至樓梯的水磨石，都是戰前初期的建築特色，現時全幢已活化為私房菜菜館。
9. 南固臺，俗稱灣仔鬼屋或紅屋，是一所古老大宅，位於捷船街及堅尼地道之間近船街55號，現已被列為香港一級歷史建築。南固臺建於1918年，由商人杜仲文所建，後轉售予胞弟杜澤文，1988年，合和實業以1,600萬向杜家收購南固臺，但一直掉空至今。
10. 星街的歷史建築包括原址為興建於1845年的聖佛蘭士小教堂的聖母聖衣堂，另外還有1890年興建的灣仔發電廠，該發電廠為香港第一所發電廠。另外這段區域包括具有裝飾藝術建築風格的永豐街31號。

## 生活氣息文物徑
生活氣息文物徑包括了五個景點，以灣仔北帝廟為起點，機利臣街露天市場為終點。
1. 灣仔北帝廟位於隆安街，獲評定為香港一級歷史建築，原名玉虛宮，是灣仔坊眾於清朝同治二年集資建成的，現屬華人廟宇委員會管理。除北帝廟的建築極具歷史價值外，廟內的北帝銅像鑄於1604年，身高逾3米，已有400多年歷史，門額「玉虛宮」三字出自清朝名將張玉堂手筆，亦已有130多年歷史。
2. 舊灣仔郵政局為香港法定古蹟，是本港現存歷史最悠久的郵政局建築。這座建築物坐落於灣仔峽道和皇后大道東交界，1915年3月1日正式開放作為灣仔郵政局，現時由環境保護署用作環境資源中心，稱為環保軒，展示關於環保的資料。
3. 灣仔露天市集是指太原街及交加街露天市集，此市集已有80多年歷史，有150個攤檔，包括110個固定的攤檔及40多個俗稱為「朝行夜拆」的黃格仔小販檔，中外電影亦喜歡都此取景，當中包括60年代著名荷里活電影蘇絲黃的世界。
4. 灣仔洪聖廟位於皇后大道東，現為香港一級歷史建築。洪聖廟由坊眾建設，創建年代已無從稽考，只知道1847年前已經建成，廟宇於1860年重建，1971年華人廟宇委員會以「授權管理廟宇」條件由東華三院管理。
5. 機利臣街露天市集出現於1950年代，主要售賣乾濕貨品、日常生活品及盆栽花卉。

## 圖片

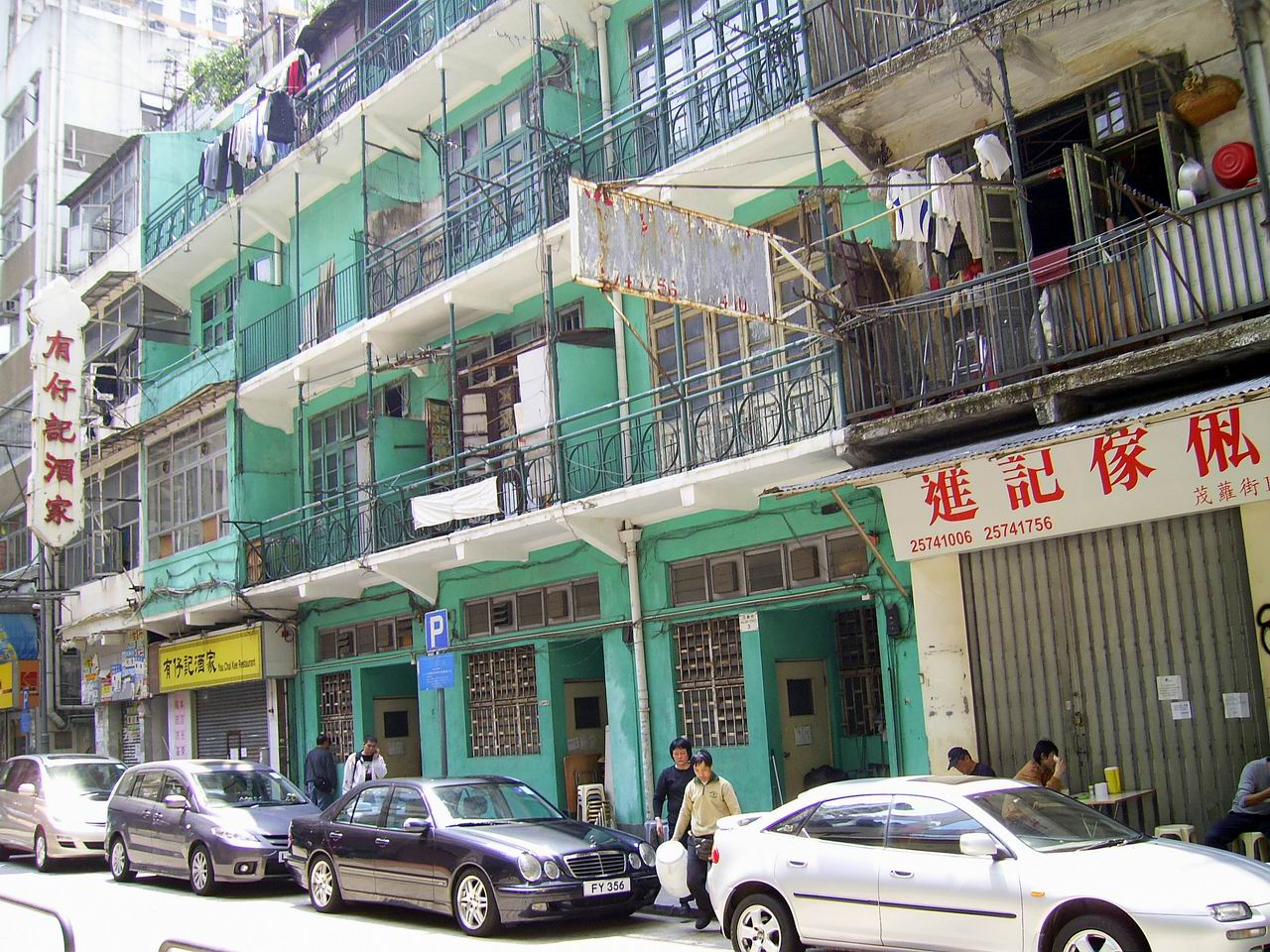
綠屋
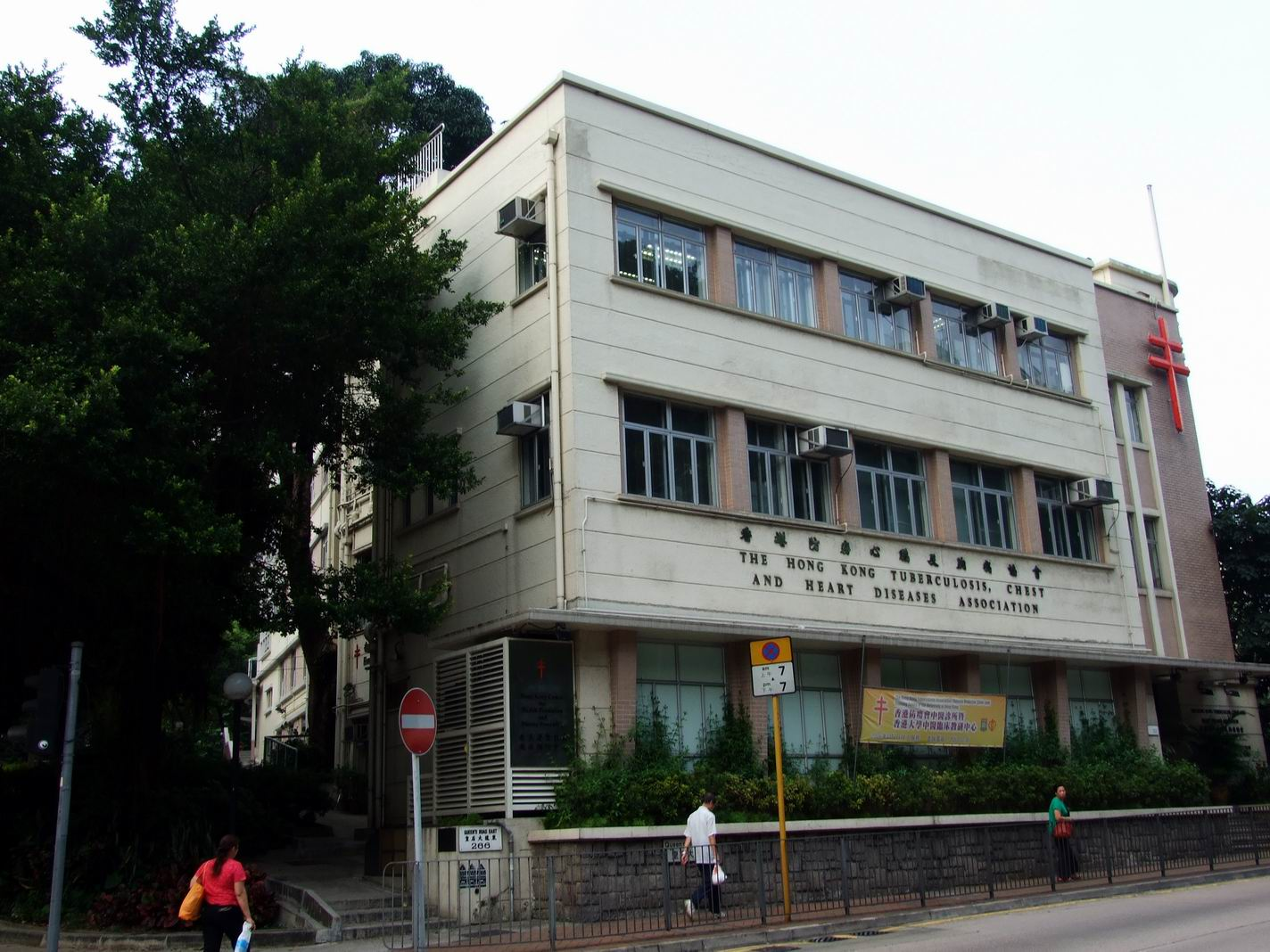
李東海大樓
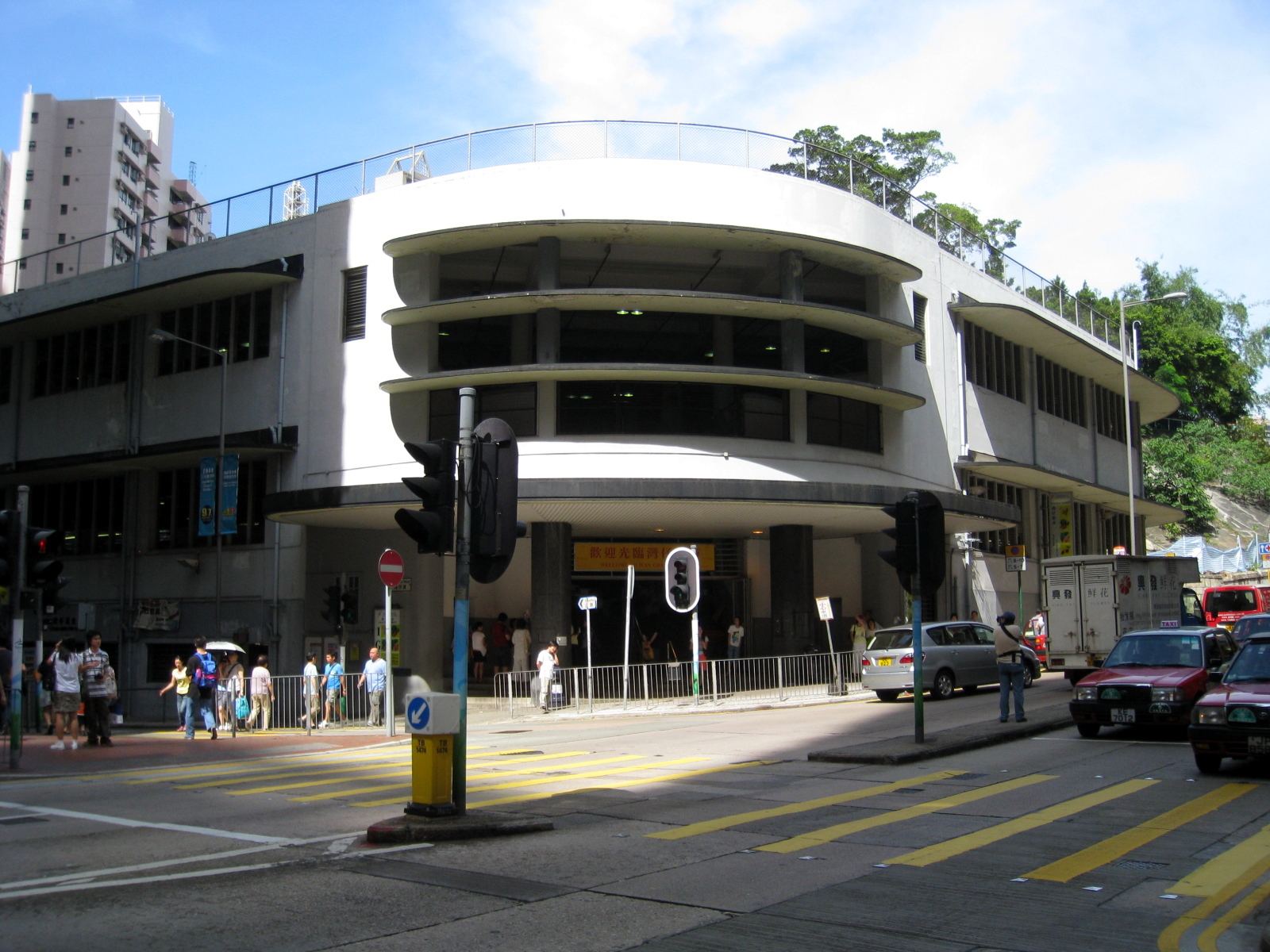
灣仔街市
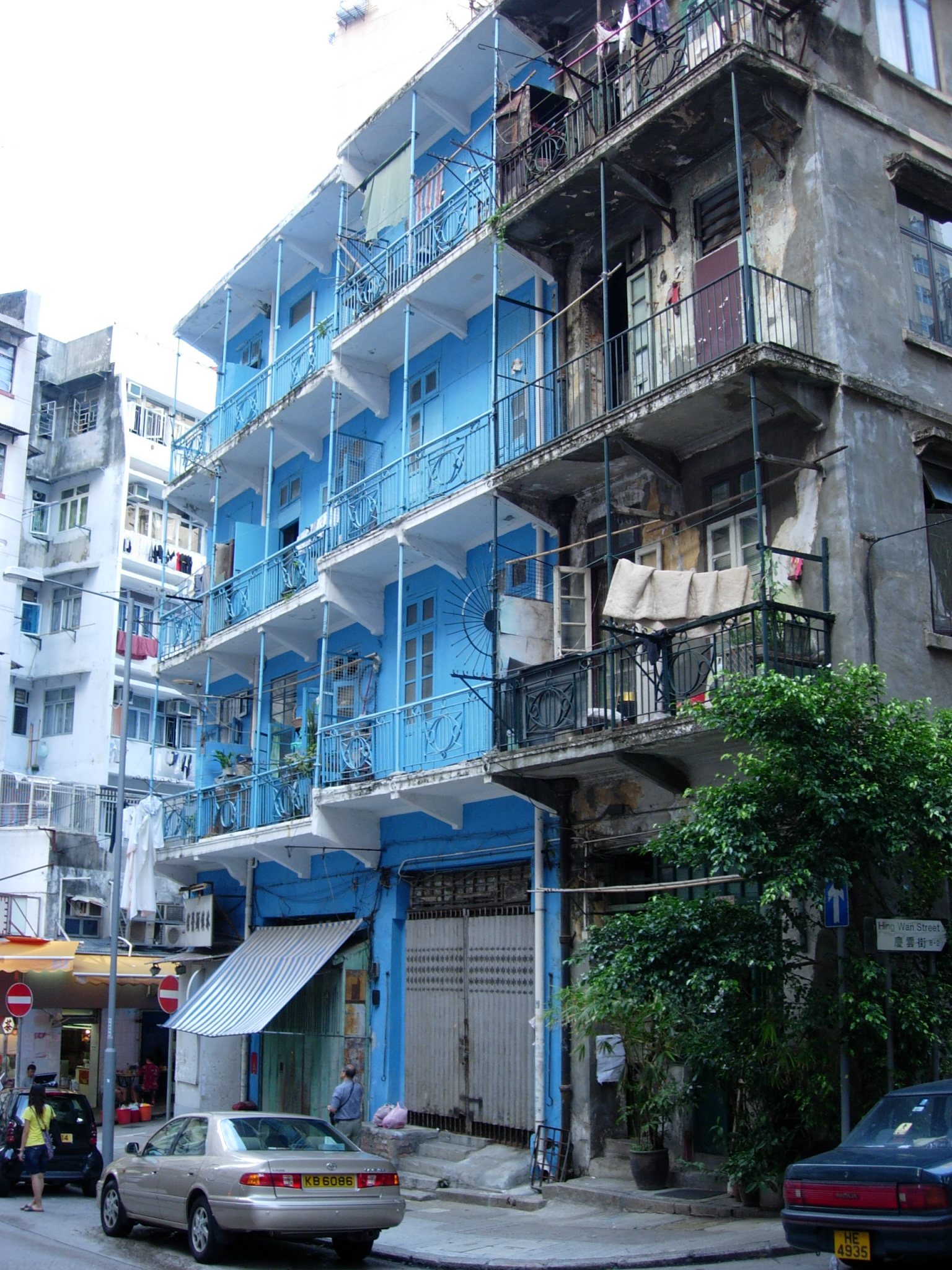
藍屋
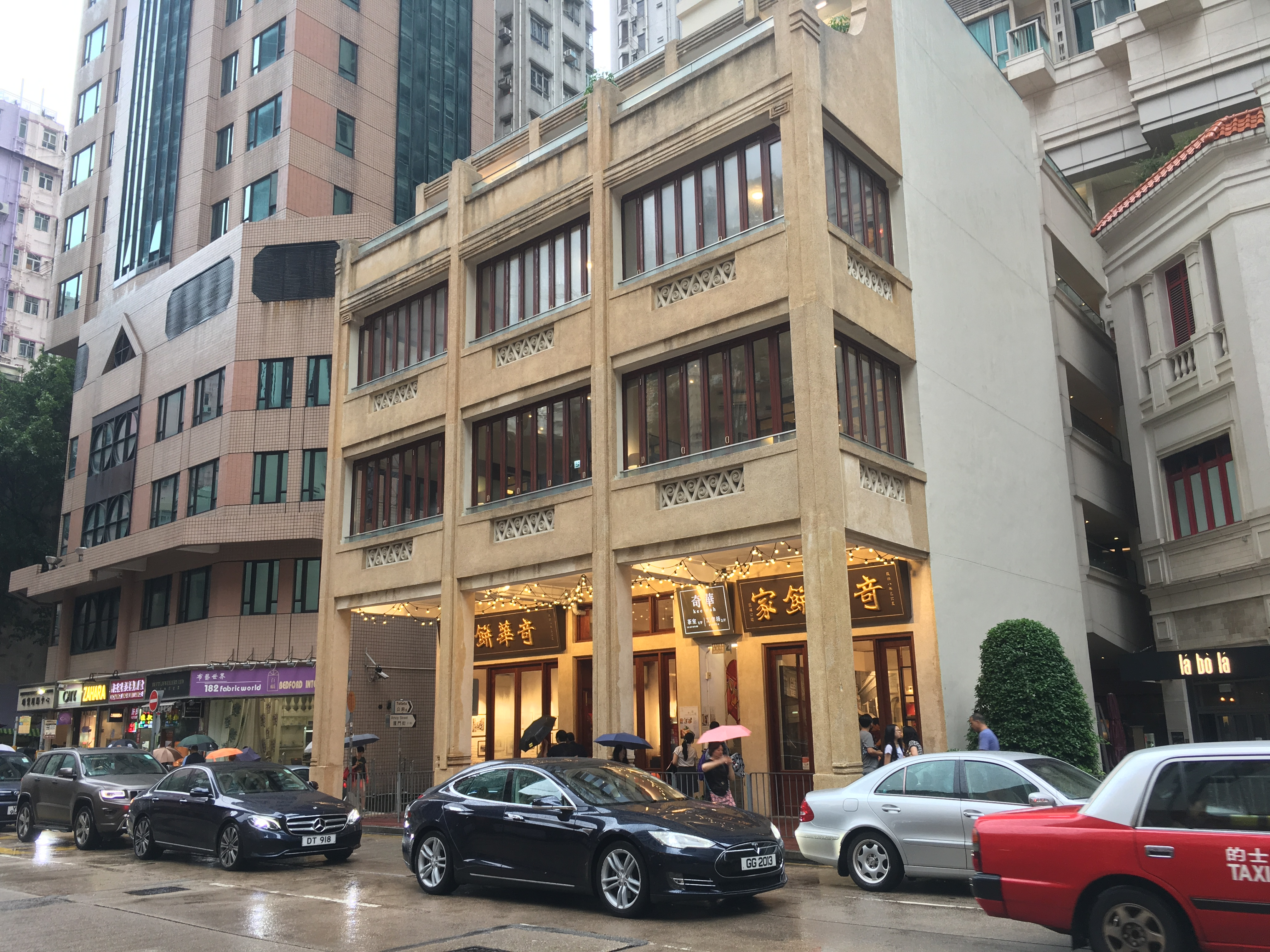
皇后大道東186-190號
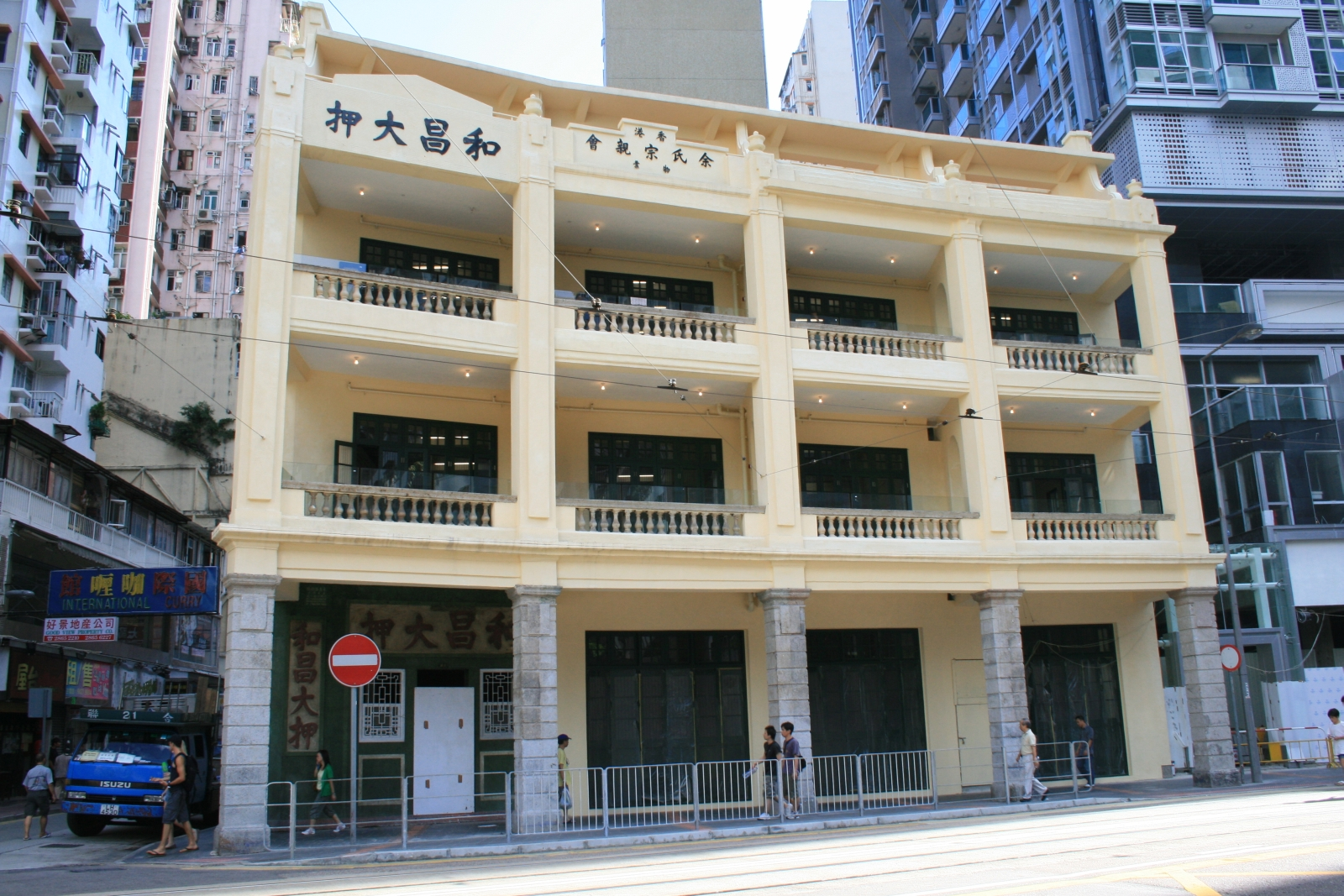
和昌大押
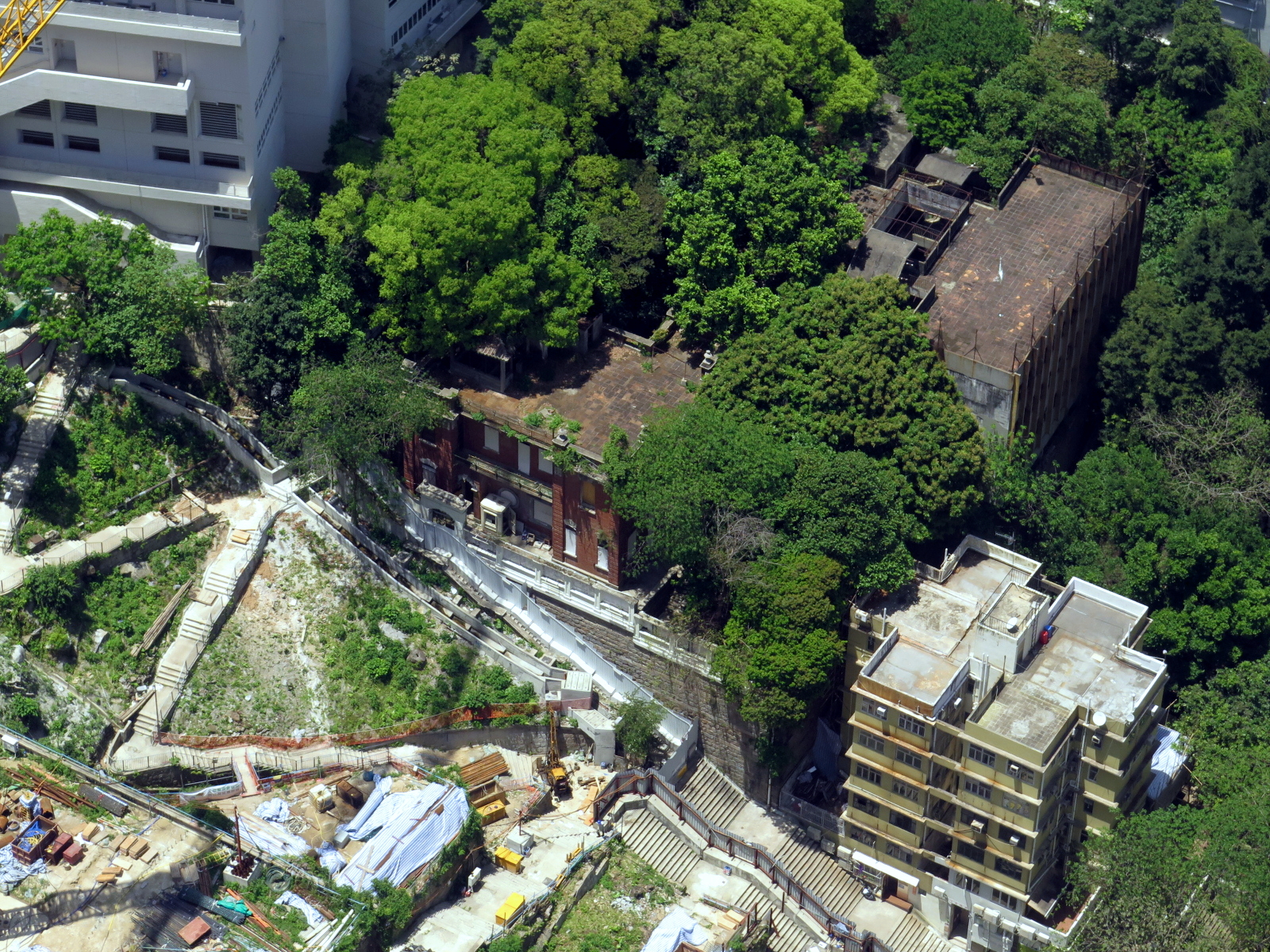
南固臺
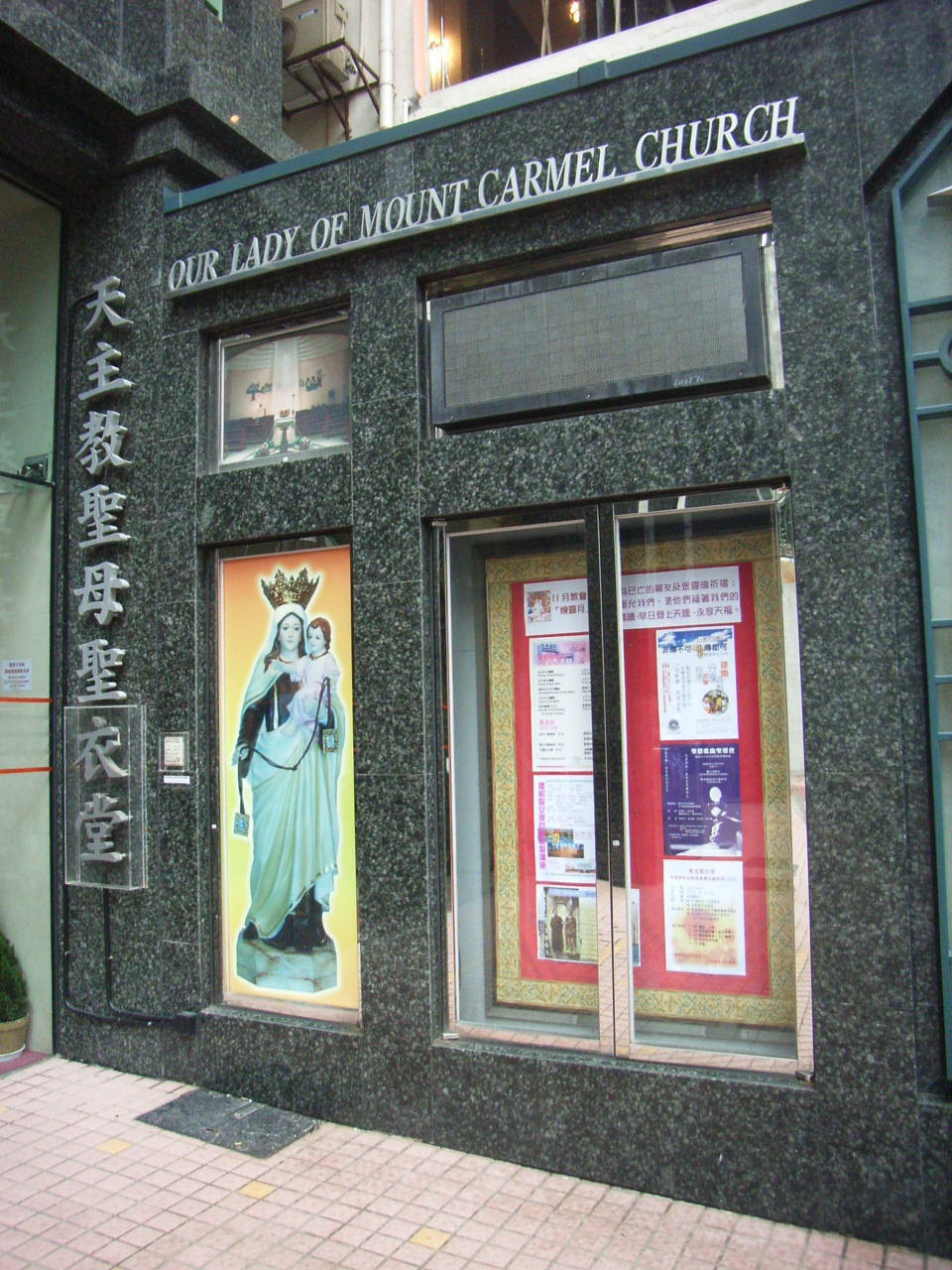
聖母聖衣堂
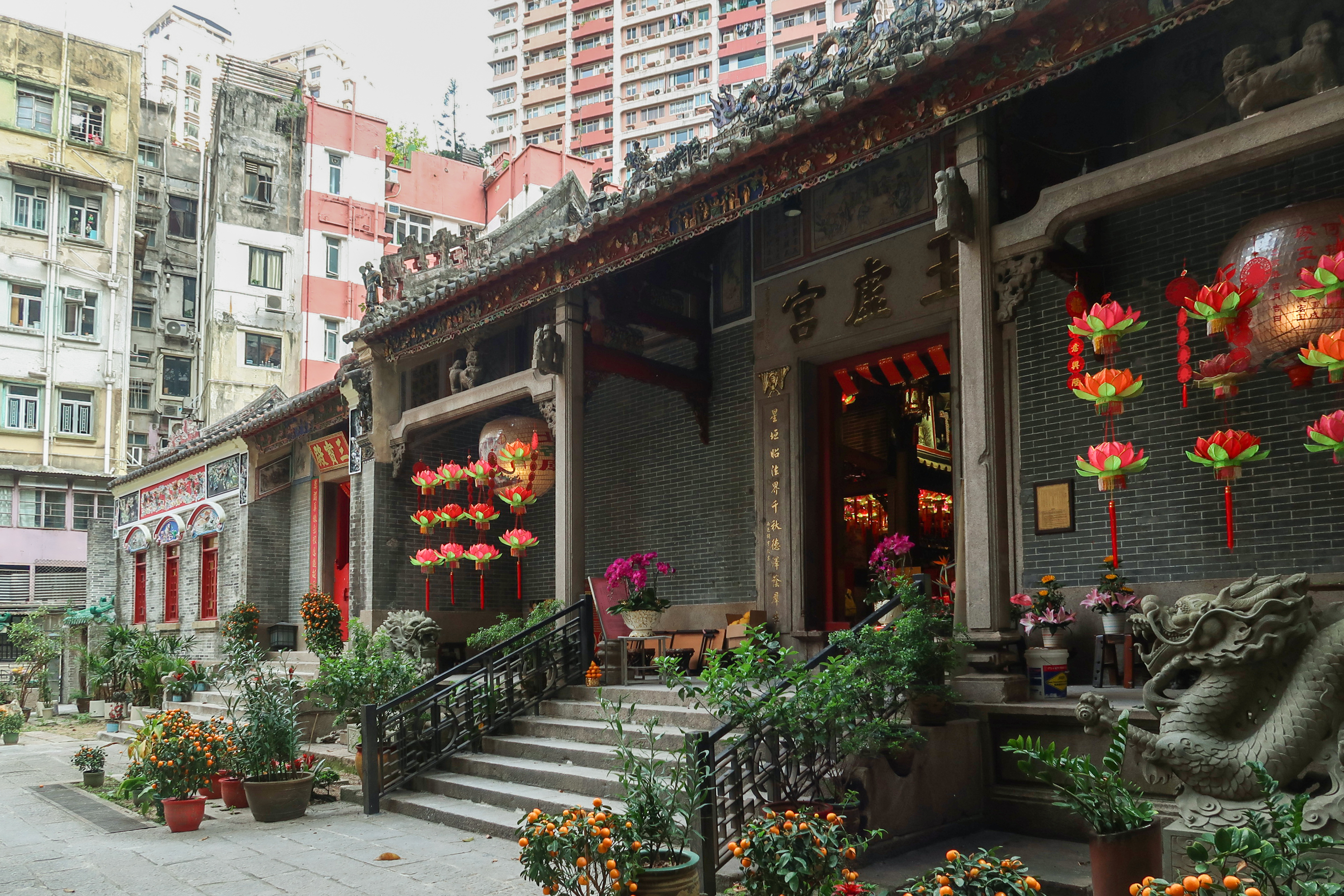
灣仔北帝廟
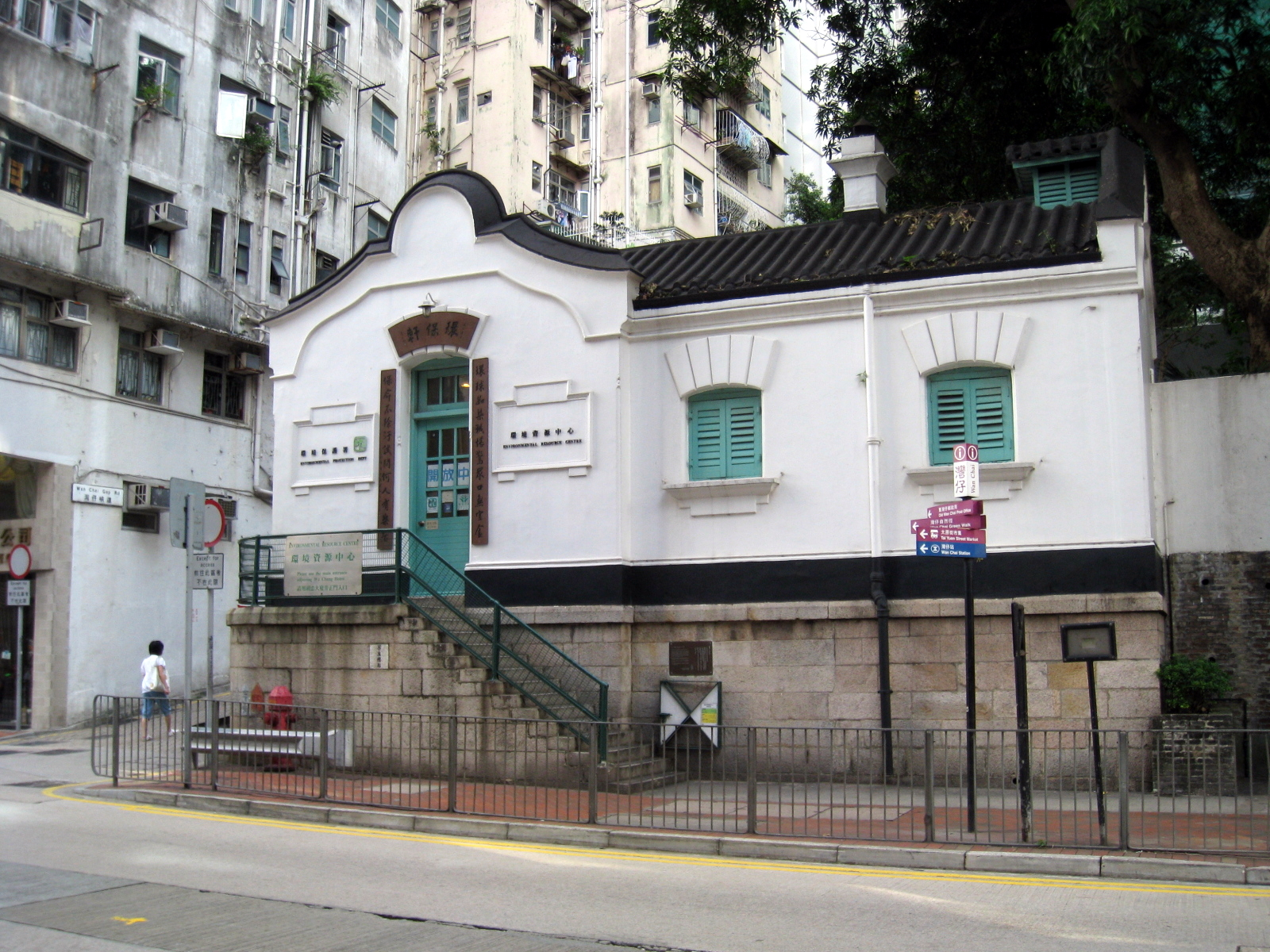
舊灣仔郵政局
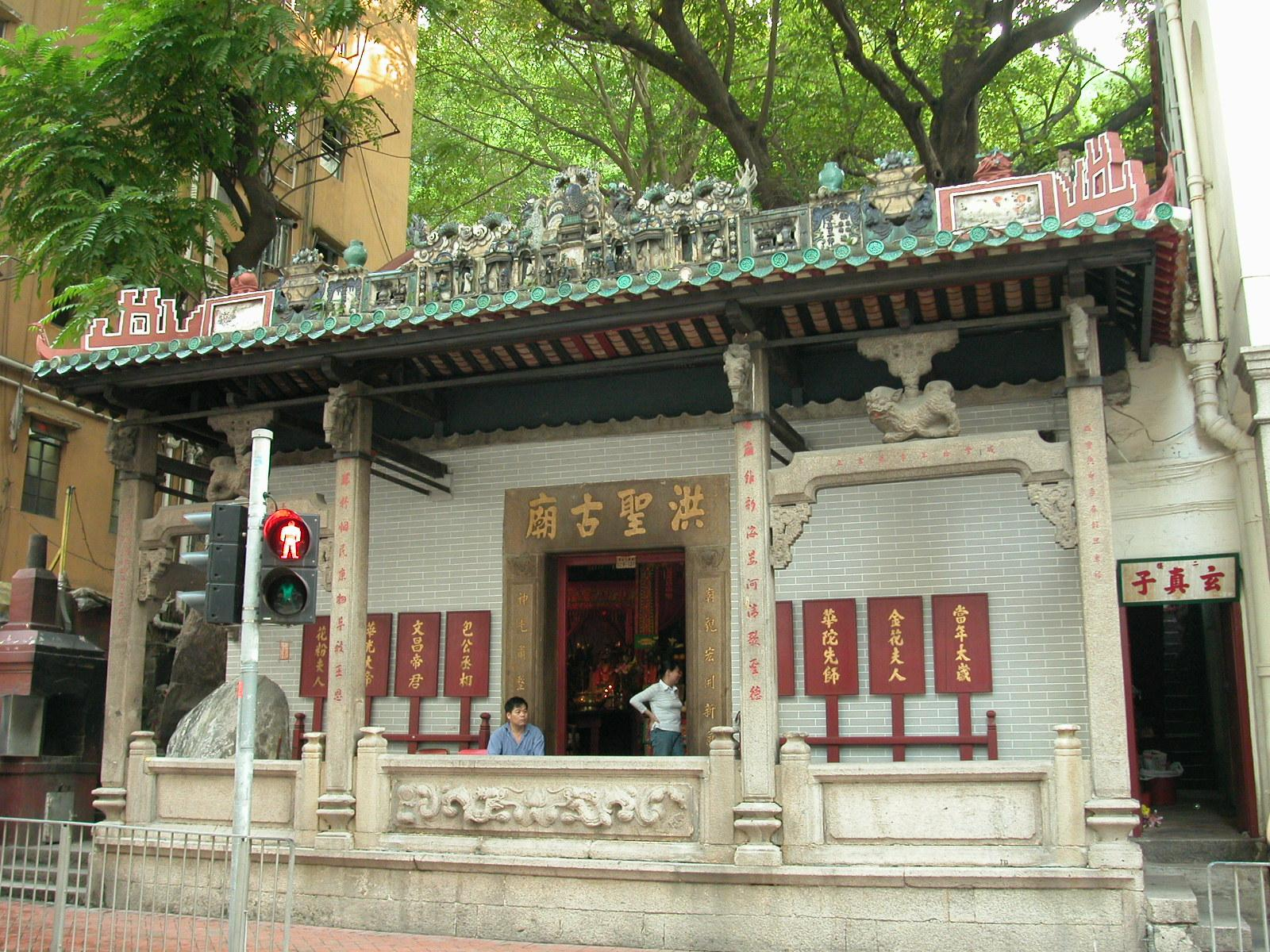
灣仔洪聖廟
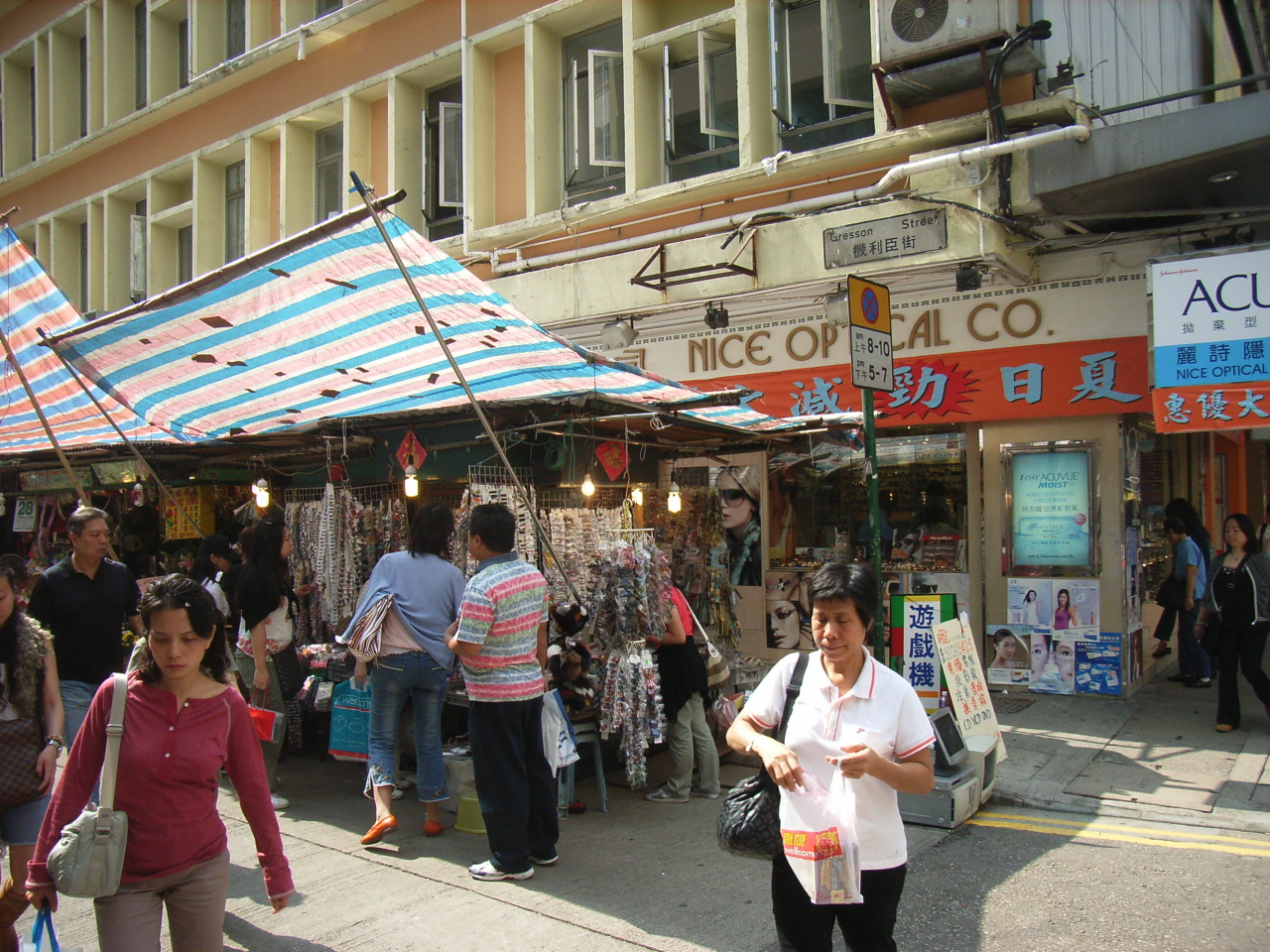
機利臣街露天市集

## 外部連結
- 灣仔歷史文物徑